# La Violada (comarca)

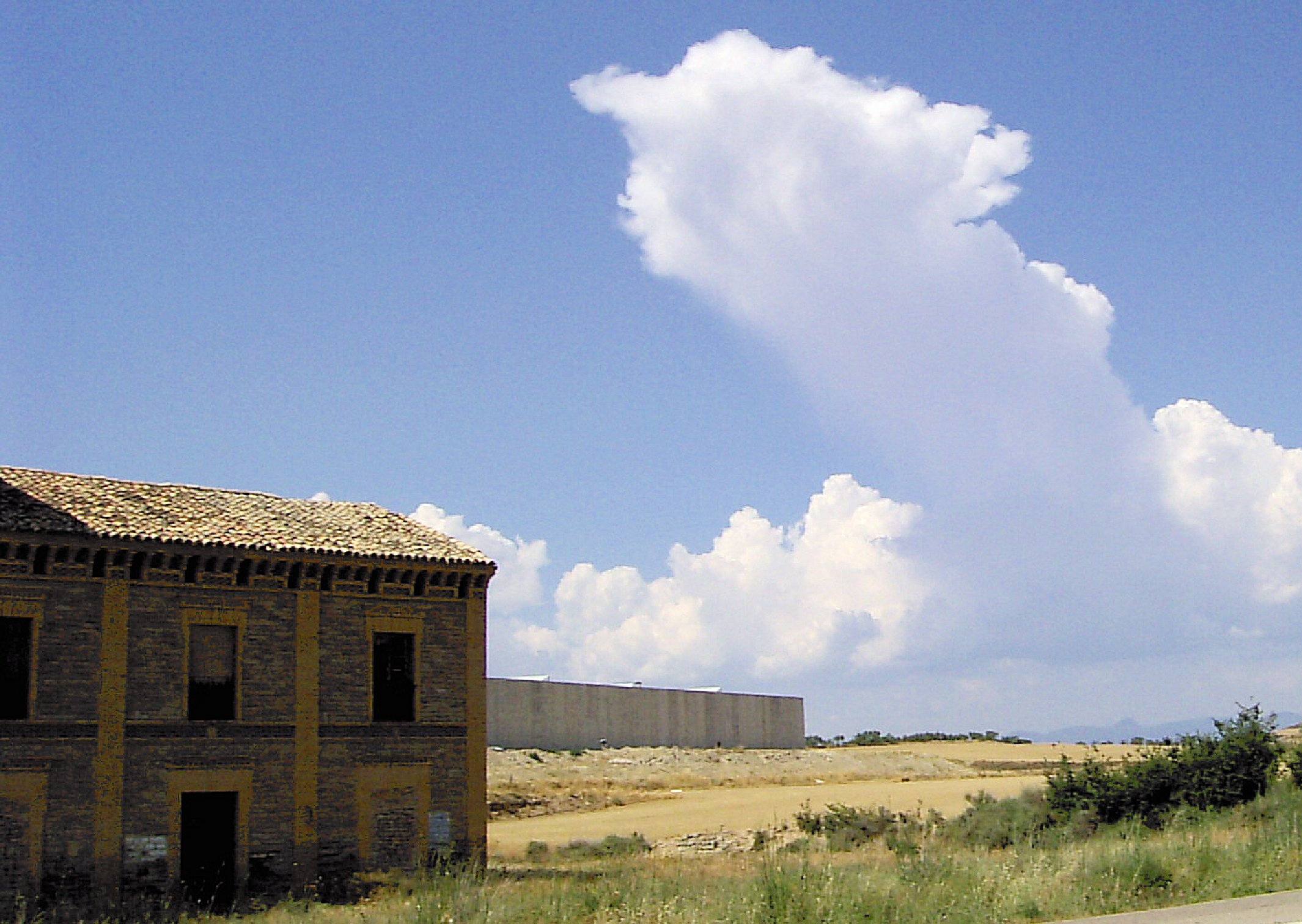
Paisaje de La Violada, a las afueras de Almudévar.

La Violada,  es una comarca natural, conocida habitualmente también como los Llanos de la Violada, que se encuentra en las provincias de Huesca y Zaragoza en la comunidad autónoma de Aragón, España.  Tiene su origen en la antigua vía romana de la Via Lata que comunicaba Osca con Caesaraugusta. La localidad más importante es Almudévar, al suroeste de Huesca.

## Etimología
Se pueden encontran referencias en la literatura como Vialata o Uialata, siendo el origen al parecer la conocida via romana como Via Lata.

## Situación geográfica
Se encuentra situada entre los montes de Zuera y Alcubierre al sur, el embalse de la Sotonera y la Hoya de Huesca al norte, el Flumen al este y el río Gállego al oeste. La llanura pertenece a la  depresión del Ebro y está compuesta fundamentalmente por tierras arcillosas y margas del período terciario. 

## Clima
Con un clima seco y árido, denominándose en ocasiones a la zona como desértica, como recogen algunas fuentes llamando a dicho espacio Desierto de la Violada.

## Usos del suelo
La agricultura originariamente se fundamentaba en el secano, cultivándose el olivo y el cereal, principalmente de invierno con un uso frecuente del barbecho. La creación de una red de canales bajo el plan Riegos del Alto Aragón posibilitó el regadío desde mediados del siglo XX, creándose asimismo pueblos de colonización.
La ganadería, principalmente ovina, era antaño una de las actividades principales de la zona, pudiéndose aún encontrar mallatas por los montes de la zona -construcciones agropecuarias para el resguardo y la cría del ganado-.

## Demografía

### Localidades
- Alcalá de Gurrea[6]
- Almudévar
- Artasona del Llano
- El Temple
- Gurrea de Gállego
- Ontinar de Salz
- Piedratajada
- San Jorge
- Tardienta[7]
- Valsalada

## Lugares de interés
En las inmediaciones del pueblo de San Jorge se puede encontrar la Ermita de Nuestra Señora de la Violada, obra proyectada por el Instituto Nacional de Colonización, finalizada en 1961, con José Borobio Ojeda como arquitecto. Aunque su carácter arquitectónico no es nada relevante, siendo una edificación racionalista, propia del Franquismo, cabe reseñar su localización, ya que fue edificada donde estaba la original ermita, propiedad de los condes de Parcent -Barones de Gurrea- dedica a la misma Virgen, y abandonada en el siglo XIX.